# Porta di Giaffa
La Porta di Giaffa (שער יפו‎, Sha'ar Yaffo) o Porta dell'Amico (Khalil in arabo, qui designa Hebron), o Porta della Torre di Davide è un antico passaggio nelle fortificazioni della Città Vecchia di Gerusalemme.
È la sola porta che si apre sul lato occidentale della cinta muraria ed è di là che partivano le strade per Giaffa ed Hebron.
Proprio di fianco, nella zona più alta della Città Vecchia, si erge la cittadella (o Torre di Davide), che oggi ospita un museo e, non lontana dalla Porta, si trova anche la procattedrale del Santissimo Nome di Gesù, all'interno del complesso edilizio sede del patriarcato di Gerusalemme dei Latini.

## Storia
La Porta venne inaugurata nel 1538 nell'ambito della ricostruzione delle mura della Città Vecchia di Gerusalemme, voluta dal sultano Solimano il Magnifico.

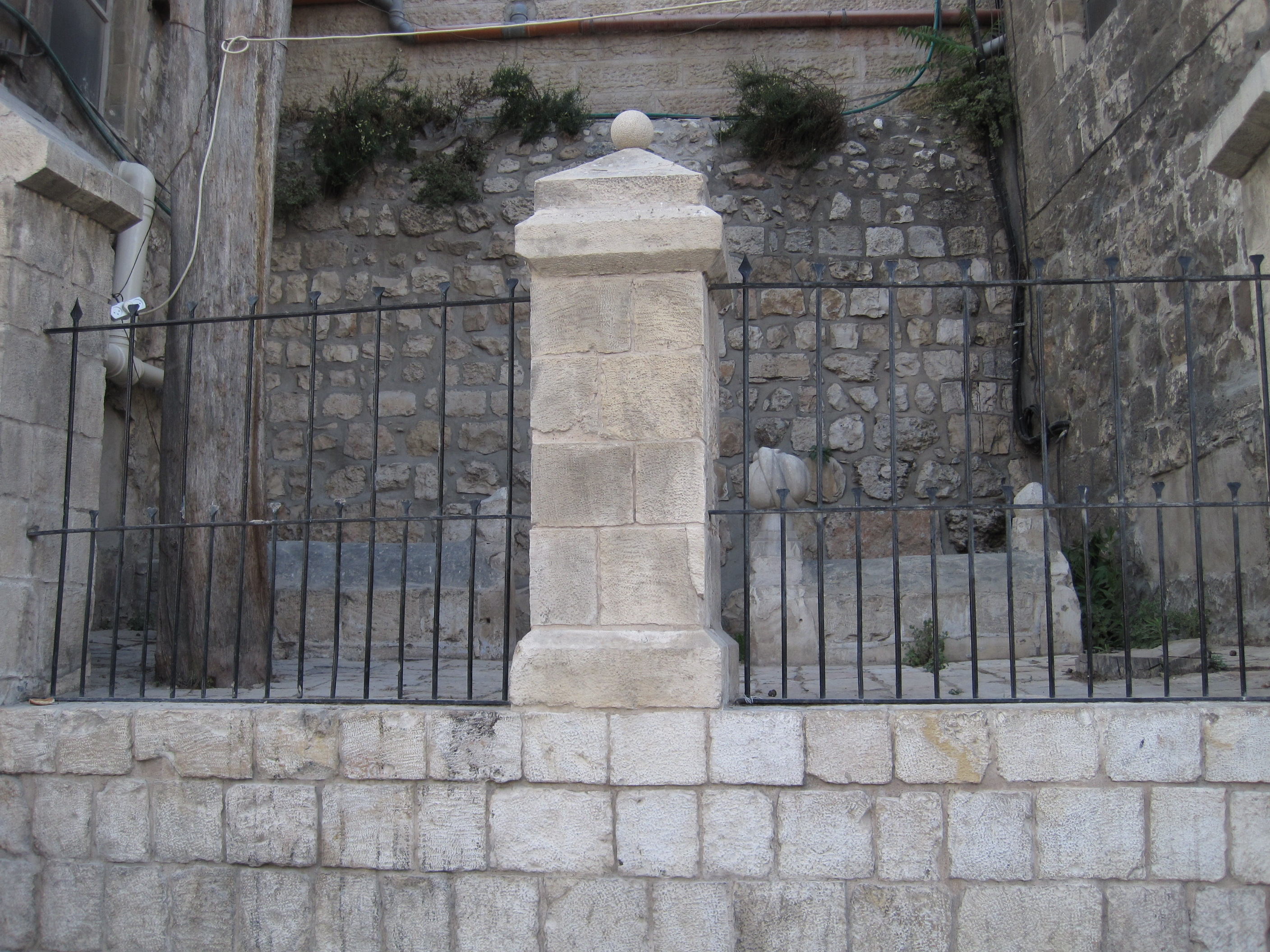
Si ritiene che queste tombe siano quelle degli architetti delle mura della Città Vecchia.

Proprio nella Porta, dietro una grata in ferro sulla sinistra, vi sono due tombe. Si ritiene che si tratti delle tombe dei due architetti, ai quali Solimano commissionò la costruzione delle mura della Città Vecchia. Secondo la leggenda, quando Solimano vide che gli architetti avevano lasciato il Monte Sion e la tomba di Davide all'esterno della cinta muraria, ordinò di ucciderli. Comunque, in onore della loro impressionante impresa, le loro salme furono inumate nelle mura stesse, presso la Porta di Giaffa.
Nel 1898 gli ottomani tagliarono un'apertura nella cinta muraria a destra della Porta per consentire il passaggio al corteo ufficiale dell'Imperatore Guglielmo II.
Nel 1917 fu il turno del generale Edmund Allenby a fare il suo ingresso ufficiale in Gerusalemme, passando per la Porta di Giaffa.
Dal 1908 al 1917 la porta era sormontata da una "torre dell'orologio", successivamente smontata dagl'inglesi, come tutti i fabbricati che si trovavano davanti alle mura.
Dal 1948 al 1967 la Porta di Giaffa è passata sotto controllo della Giordania, prima di essere occupata da Israele durante la guerra dei sei giorni; l'area fu successivamente oggetto di lavori.
Nel 2000 papa Giovanni Paolo II, durante la sua visita in Israele nell'occasione dell'Anno Santo, giunse nella Città Vecchia passando per la Porta di Giaffa.

## Architettura

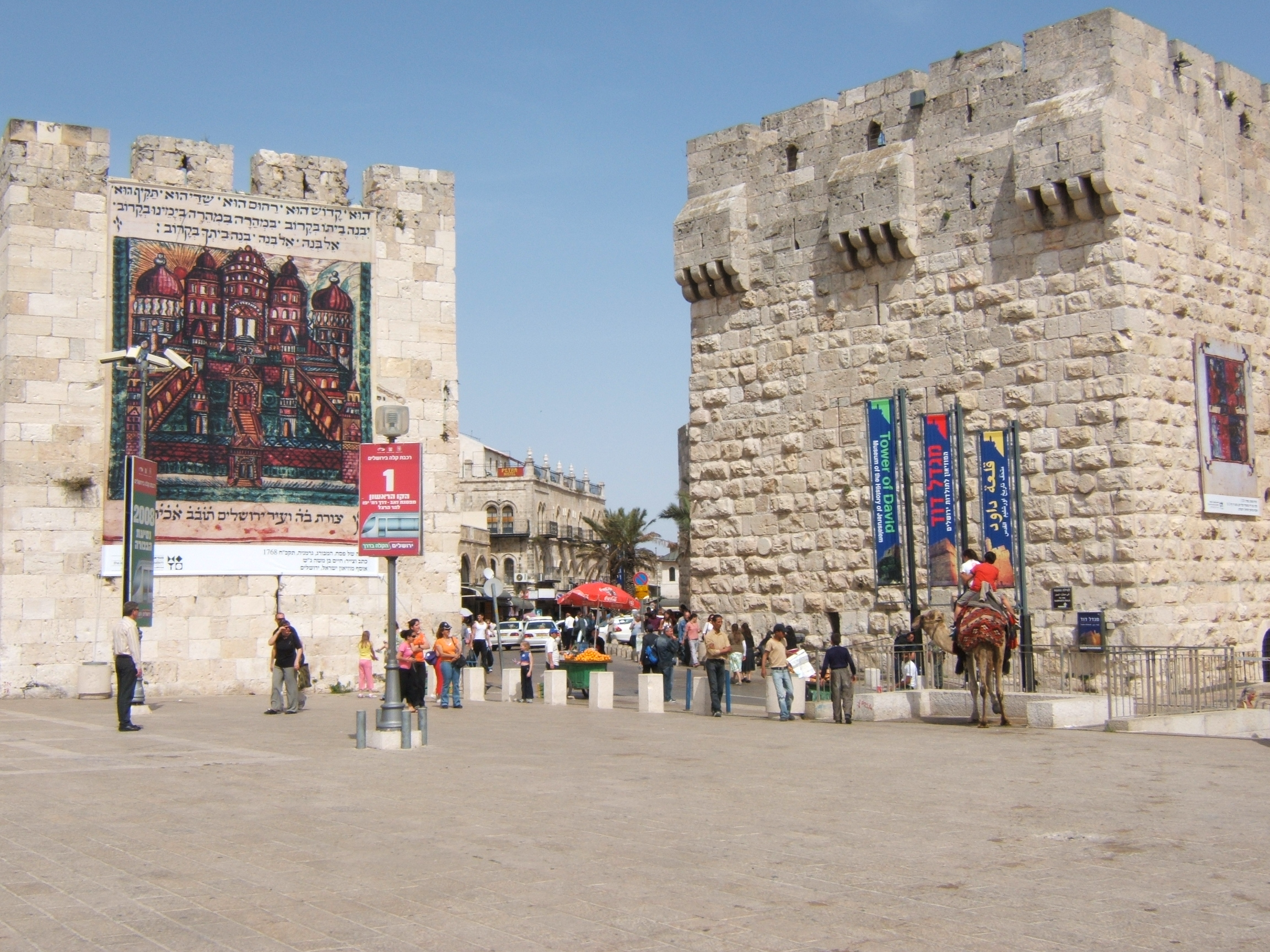
La Porta

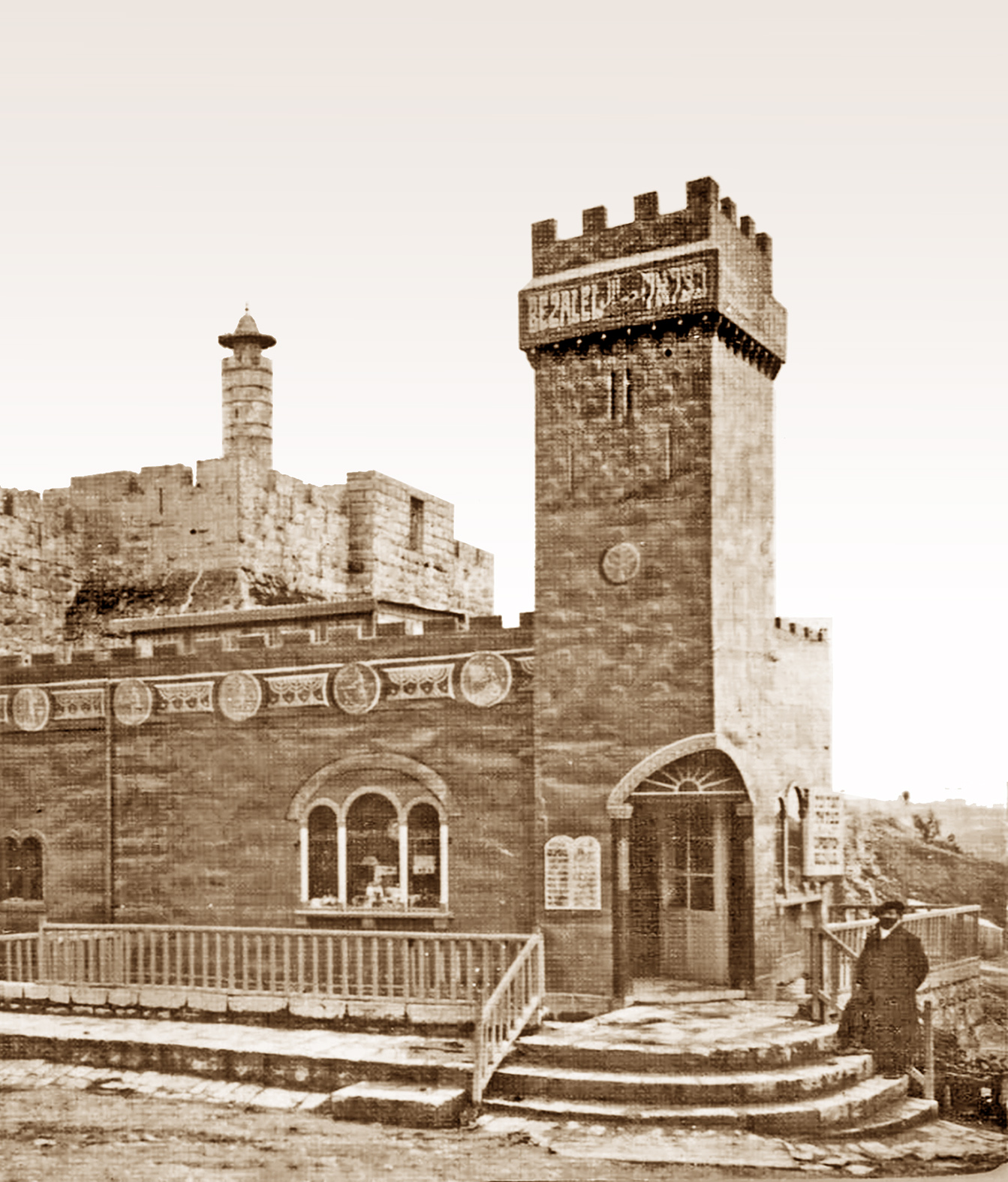
Il padiglione Bezalel

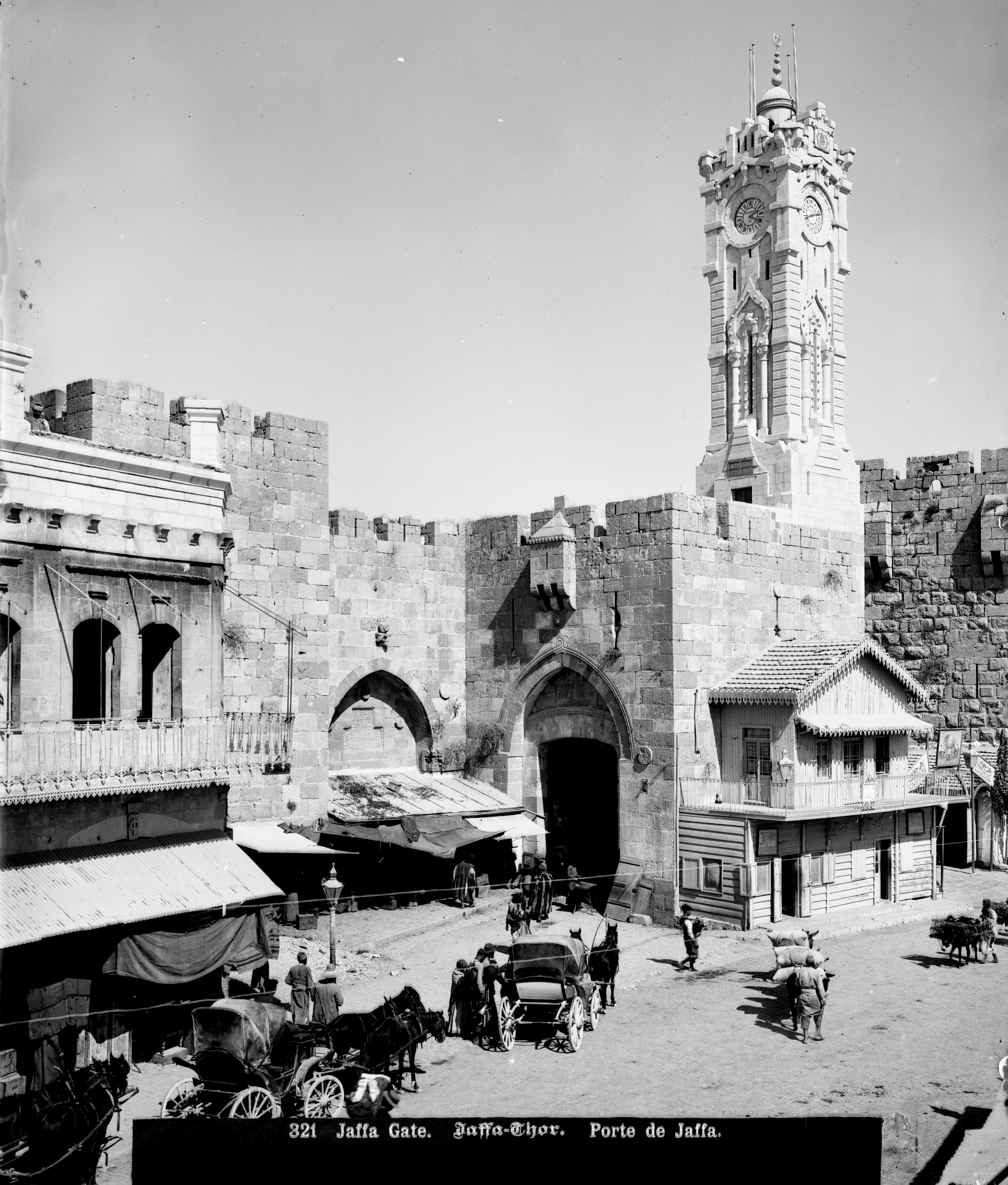
La torre dell'orologio

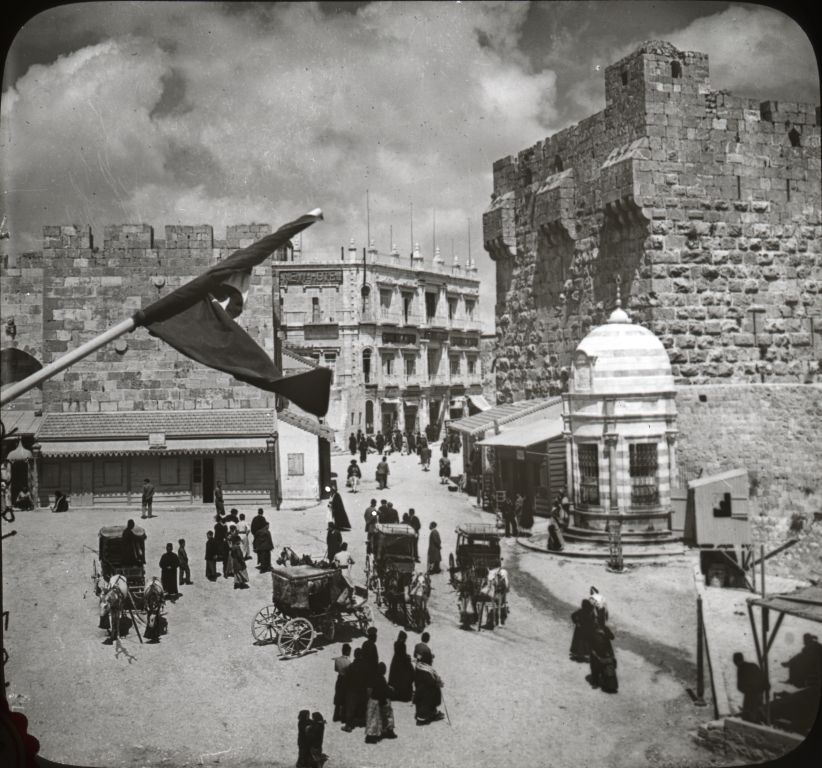
L'esterno della Porta

Come le pietre utilizzate per il resto delle mura della Città Vecchia, le pietre della porta di Giaffa sono grandi, tagliate in blocchi color sabbia. L'ingresso si trova a circa 6 metri di altezza ed il muro sale ancora di altri 6 metri.

### Torre di Davide / Cittadella
La Torre di Davide (ebraico: מגדל דוד, Migdal David, in arabo: برج داود, Burj Daud) è un'antica cittadella situata presso l'entrata alla Città Vecchia attraverso la Porta di Giaffa.
Costruita per rinforzare un punto debole nelle difese della Città Vecchia, la cittadella, che si vede oggi, fu costruita durante il II secolo a.C. ed in seguito fu distrutta e ricostruita dai conquistatori di Gerusalemme cristiani, musulmani,  mammelucchi e ottomani. Essa contiene importanti vestigia archeologiche risalenti a 2700 anni a.C. ed è un luogo popolare per gli eventi che hanno ivi luogo quali saloni d'artigianato, concerti e spettacoli di son et lumière.

### Chilometro zero d'Israele
All'época romana, era stata eretta una colonna commemorativa sulla piazza che si trova di fronte alla Porta di Damasco, all'entrata nord della Città Vecchia, che fungeva da punto zero per le misure di distanza dalla città, come mostra la carta di Madaba. La colonna fu demolita dopo l'epoca bizantina, ma gli Arabi continuarono chiamare la Porta di Damasco con il nome: "La porta della vittoria". Nel XX secolo la stessa funzione è stata attribuita alla piazza che sta di fronte  alla Porta di Giaffa, ma ad oggi non vi è alcuna indicazione palese di questo punto.

### Il Padiglione Bezalel
Il Padiglione Bezalel era una struttura in legno stagnato, con una copertura dentellata ed una torre. Venne eretto fuori le mura nel 1912 con la funzione di laboratorio e di spazio espositivo per l'Accademia di belle arti Bezalel. Il padiglione venne concepito specificatamente per i turisti e per coloro che transitavano sul percorso della Città Vecchia. Fu demolito sei anni dopo la sua costruzione.

### Torre dell'Orologio
Nel 1907 gli abitanti di Gerusalemme hanno un orologio sulla sommità della Porta di Giaffa. Nel 1908 una torre con orologio fu eretta sulla Porta per essere utilizzata nel quartiere degli affari. Era una delle centinaia di orologi costruiti in tutto l'Impero ottomano in omaggio al sultano Abdul Hamid II per commemorare i suoi 25 anni di regno. Tale realizzazione costò circa ventimila franchi. Tenuto conto delle difficoltà di reperire tale somma, la torre venne costruita in realtà cinque anni dopo, per il trentennio di sultanato di Hamid II.
Fu costruita in pietra calcarea tagliata, reperita nella vicina cava di Zedekiah. Era alta 13 piedi ed era sormontata da quattro orologi. I lati occidentale e orientale segnavano l'ora ufficiale, mentre gli altri due quella locale. Sopra gli orologi una mezzaluna con stella simboleggiava il dominio ottomano.
La torre rimase intatta solo per un decennio: fu infatti abbattuta dagl'Inglesi, per motivi estetici, allorché essi occuparono Gerusalemme nel 1922.
Sette torri furono erette: a Safad, Acri, Haifa, Nazaret, Nablus e Gerusalemme. Il fatto che la Porta di Giaffa sia stata a quel tempo scelta per ospitare la torre dell'orologio indica la sua grande importanza nell'epoca, superiore a quella della Damasco.

### Sebil Turco-ottomano
All'ingresso della porta, in prossimità del Pavillon Bezalel, il sultano fece erigere un sebil (fontana).

## Immagini storiche

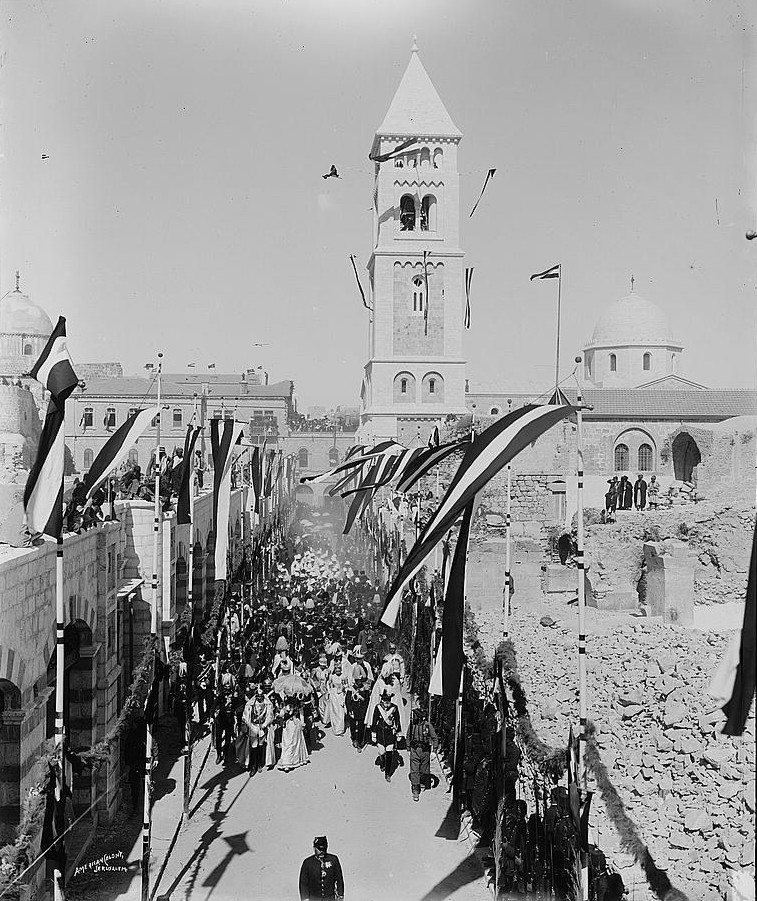
Il corteo reale dell'Imperatore Guglielmo II il 31 ottobre 1898.
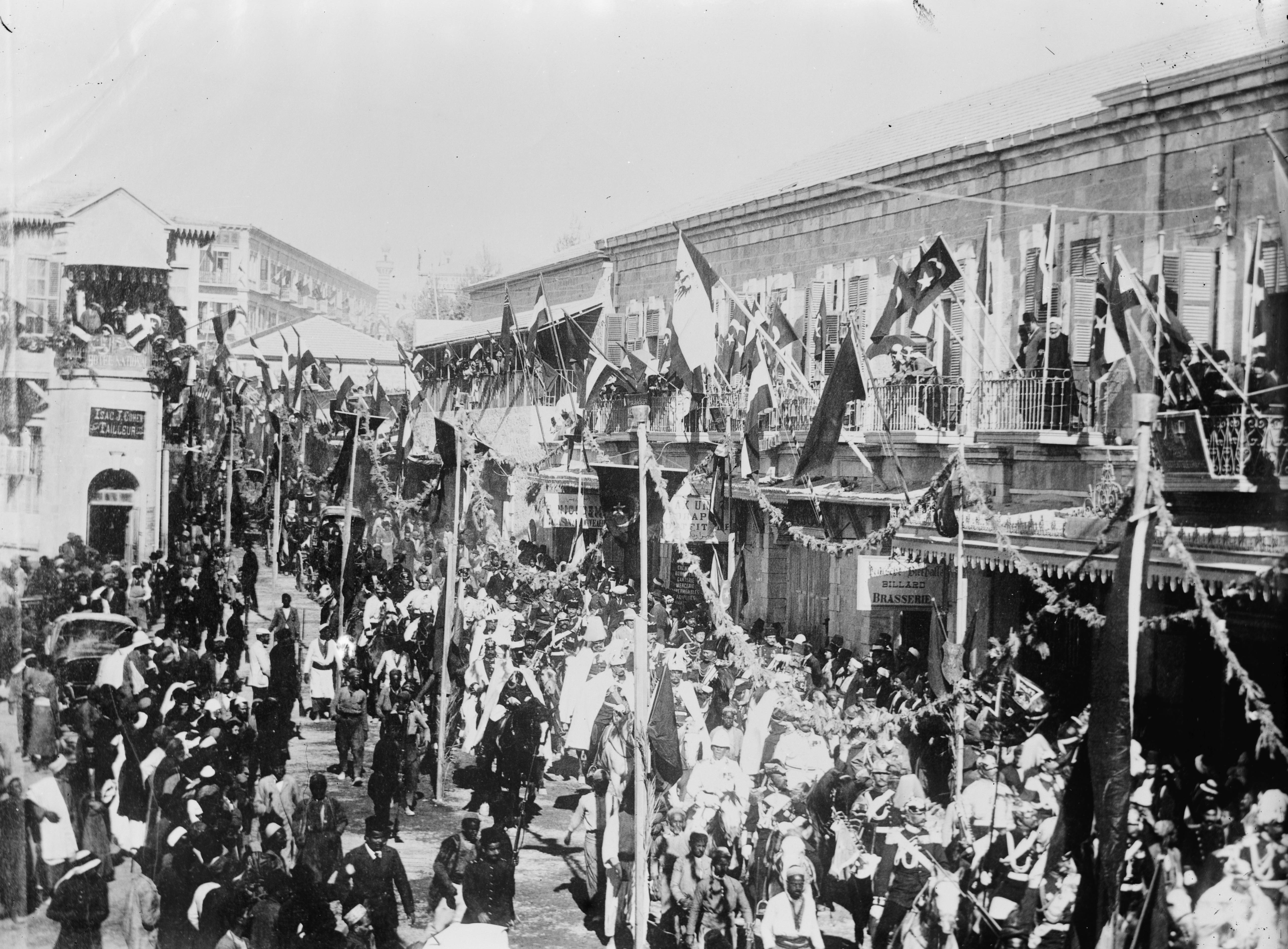
Il corteo reale dell'Imperatore Guglielmo II sulla via di Giaffa.
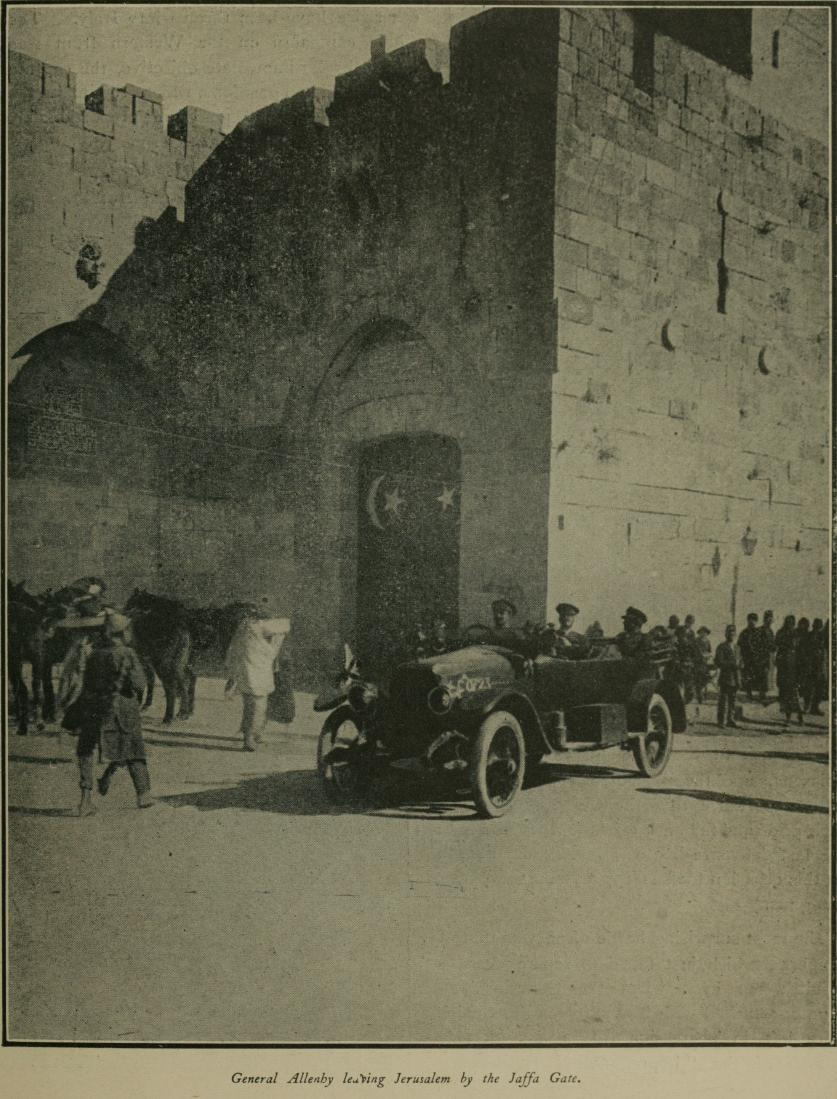
Edmund Allenby davanti alla porta di Giaffa nel 1917
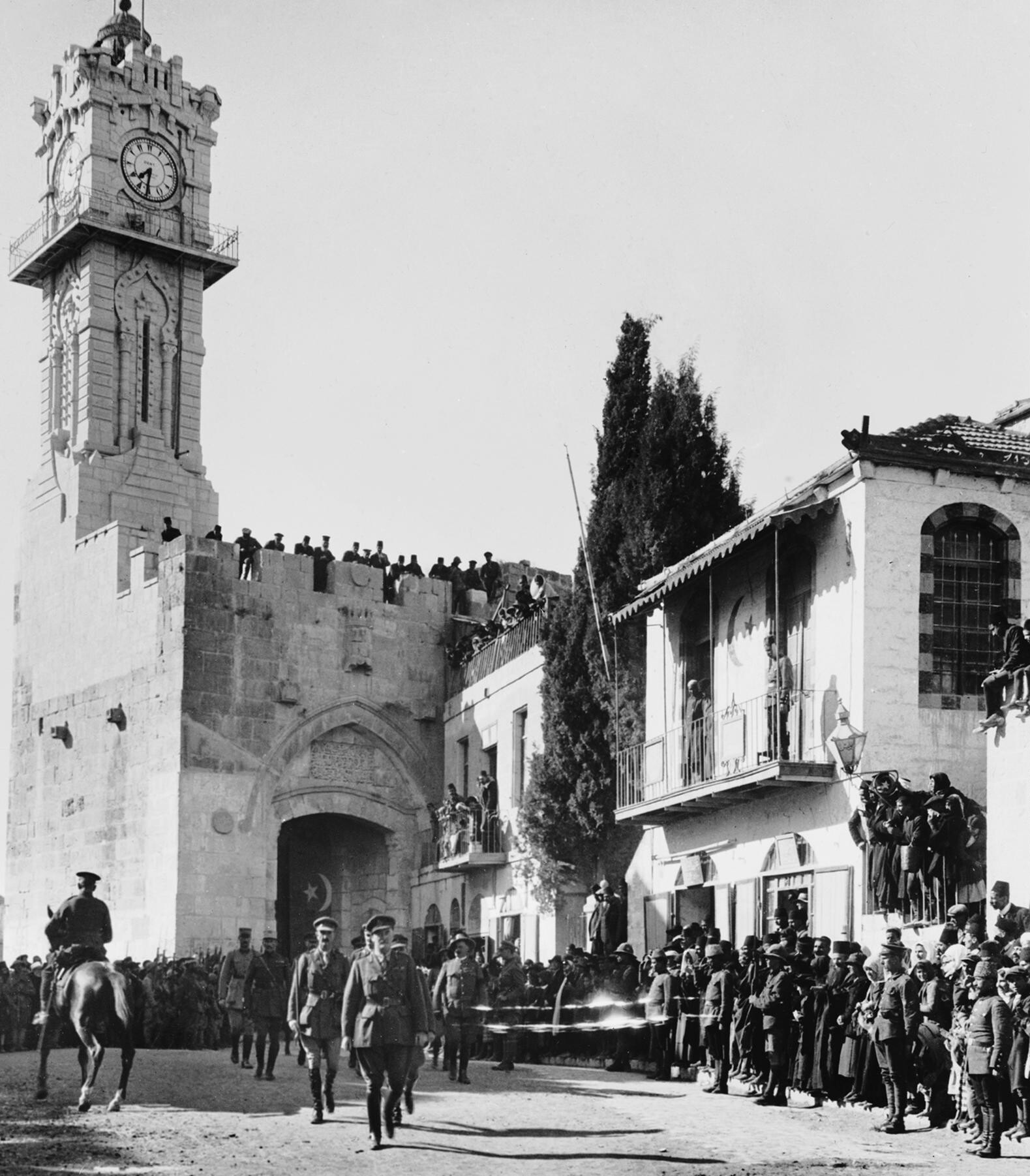
Allenby entra a Gerusalemme nel 1917
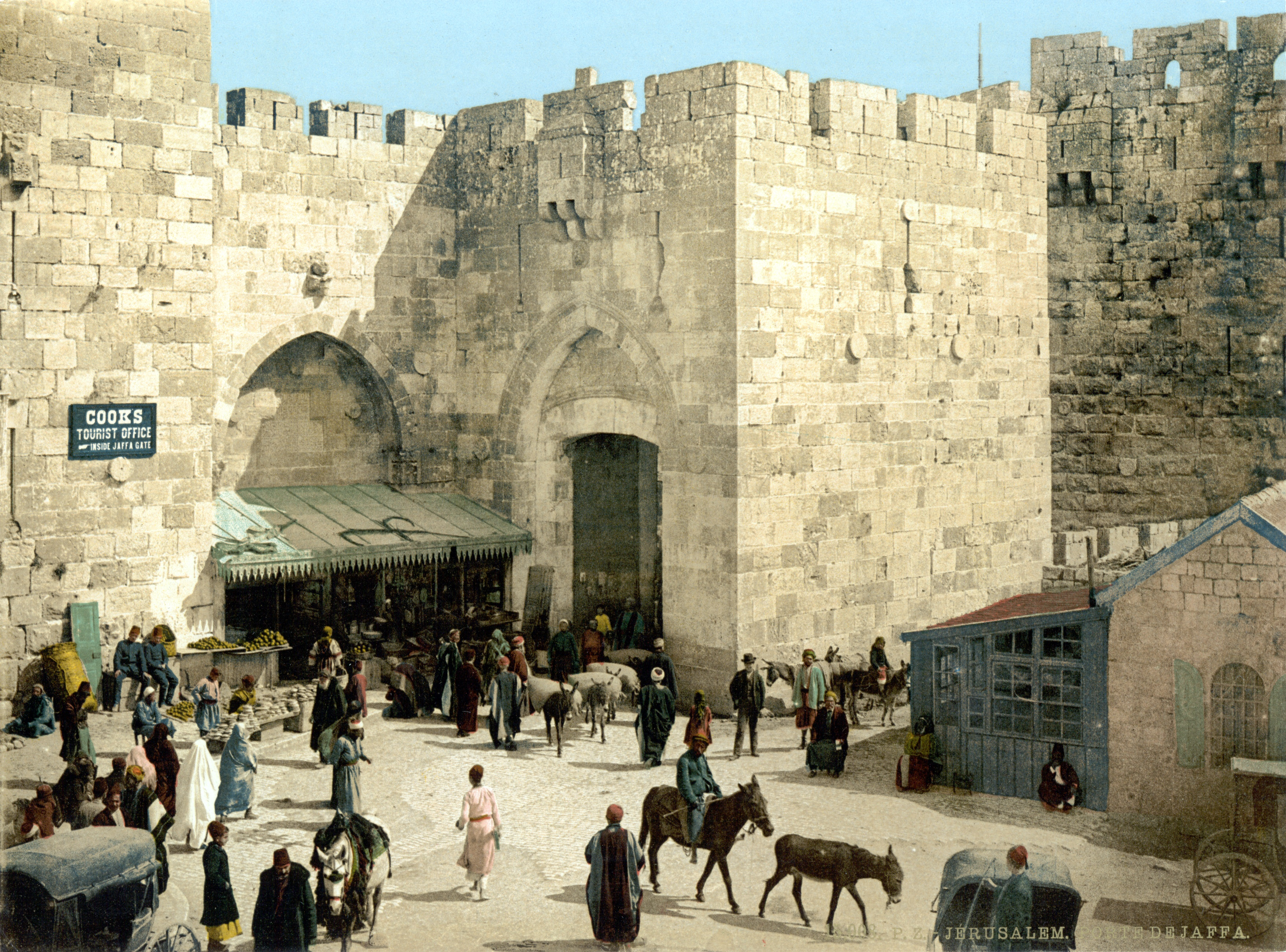
Veduta del 1900
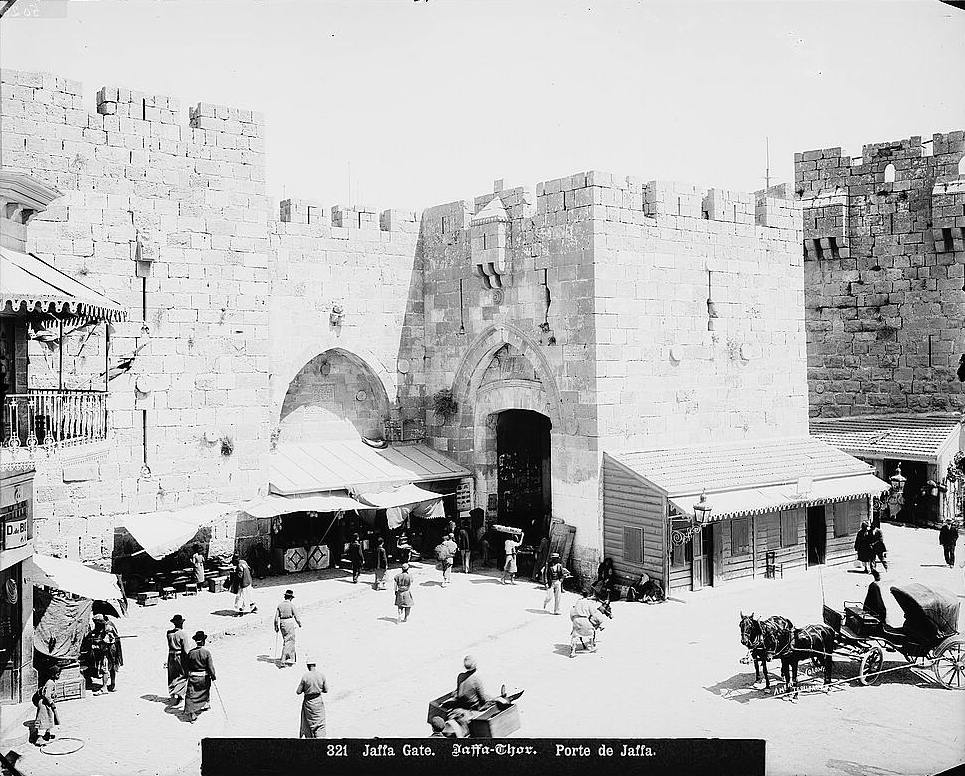
Veduta prima del 1908
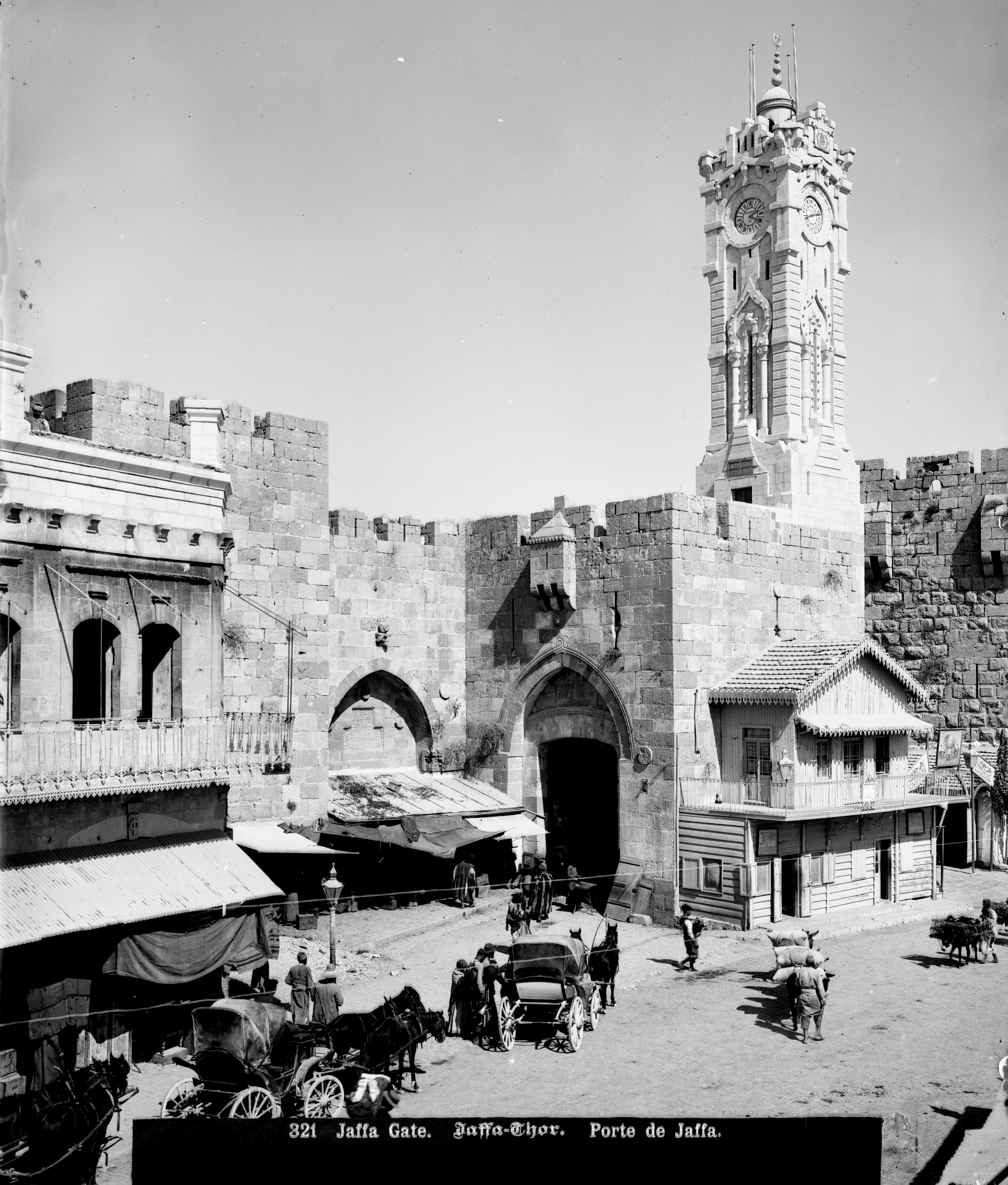
La torre dell'orologio (1908-1917)
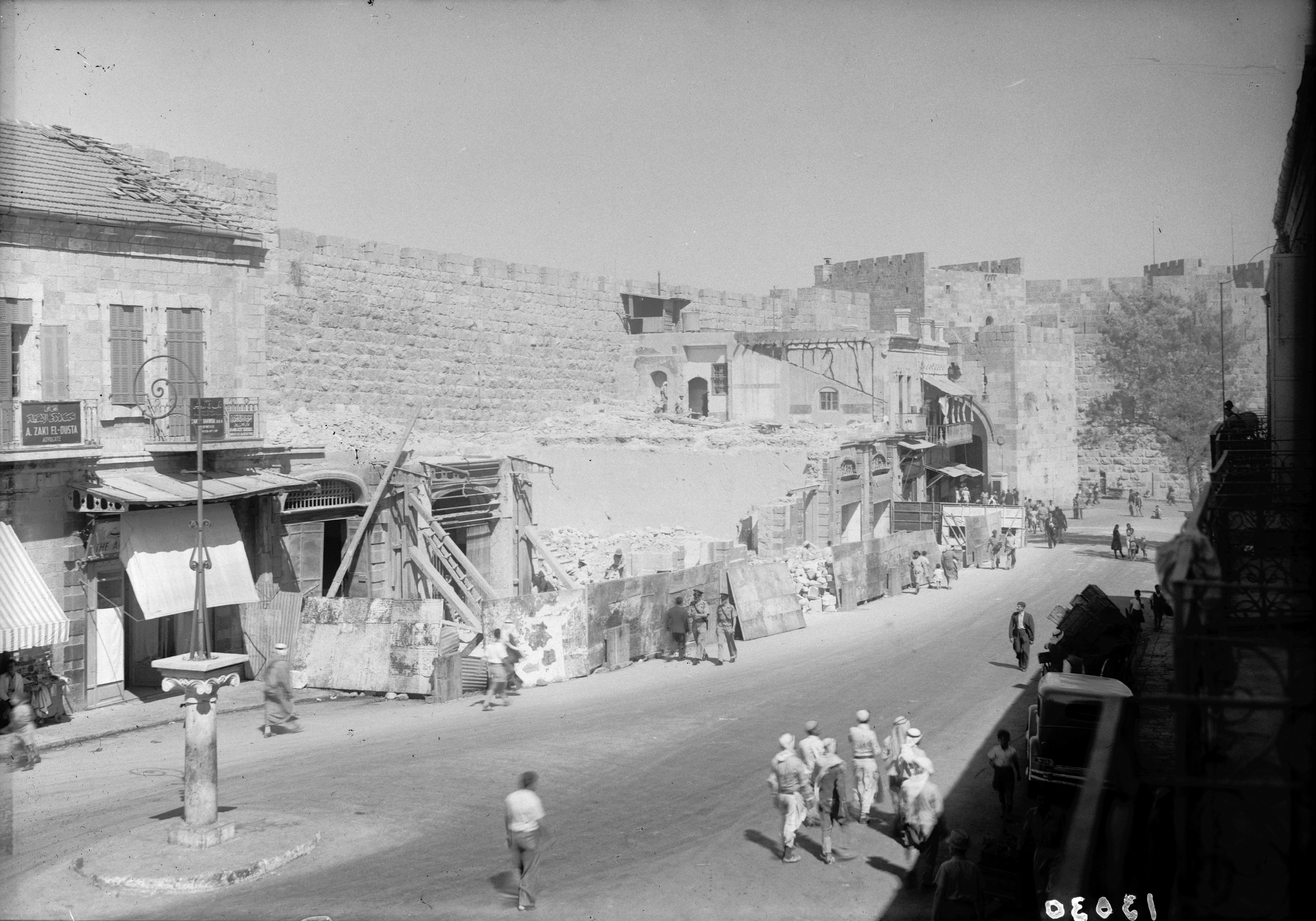
Demolizioni da parte degl'inglesi nel 1944